# Castianeira crucigera
Castianeira crucigera är en spindelart som först beskrevs av Nicholas Marcellus Hentz 1847.  Castianeira crucigera ingår i släktet Castianeira och familjen flinkspindlar. Inga underarter finns listade.